# Camponotus aequitas
Camponotus aequitas är en myrart som beskrevs av Santschi 1920. Camponotus aequitas ingår i släktet hästmyror, och familjen myror. Inga underarter finns listade.